# Знищення санкційних продуктів у Росії
Знищення санкційних продуктів в Росії — показові заходи російської влади зі знищення продовольчих та побутових продуктів, введені як «симетрична взаємна відповідь» на міжнародні санкції проти Росії. Заходи проводяться в Росії починаючи з 6 серпня 2015 року, будучи широко висвітленими в російських ЗМІ вони набули пропагандистського характеру.

## Передумови
Із самого початку війни на сході України в 2014 році Росія перебуває під дією міжнародних санкцій та запровадила у відповідь власні санкції проти інших країн. Російські контрсанкції були введені в умовах економічного спаду в Росії і застосовувались скоріше як пропагандистська акція на потребу росіян, покликана довести недієвість санкцій проти Росії, а не як інструмент економічного тиску. Вони також призвели до різкого зростання частки фальсифікованих продуктів на російському ринку. Через деякий час ембарго для окремих продуктів харчування було скасовано частково або повністю скасоване.
У результаті дії санкцій та російських «антисанкцій» з початку 2015 року майже чверть росіян відмовилася від купівлі багатьох продуктів харчування через підвищення цін та падіння доходів.

## Прийняття закону
У липні 2015 президент Росії Володимир Путін підписав указ про знищення санкційних продуктів, що потрапляють на територію Росії, котрий став чинним 6 серпня. В прийнятих урядом РФ правилах знищення визначено, що рішення про вилучення та ліквідацію будуть приймати уповноважені представники Федеральної митної служби, Росспоживнагляду і Россільгоспнагляду, а виявляти продукти будуть не тільки на кордоні, але і по всій країні. На 2016 рік для знищення санкційних продуктів в бюджеті РФ була закладена сума в 5 млрд рублів. 

## Знищення продуктів
Перше знищення продуктів відбулось в Самарі 4 серпня, ще до набуття чинності законом, коли влада міста знищила 114 тонн свинини через її начебто європейське походження. 6 серпня було знищено 290 тонн продукції рослинного і 29,3 тонни тваринного походження. Партія сиру була розтрощена тракторами і згорнута в яму.
Також під знищення підпали продукти, ввезені фізичними особами в ручній поклажі. Виявлення санкційних продуктів, котрі все ж перетнули кордон, подекуди перетворилось на комедію (зокрема знищення трьох гусиних тушок бульдозером як сцена з десятьма участниками). 
Із 25 серпня в Росії почали вилучати з продажу імпортні пральні порошки.

## Реакція в Росії
- На випередження, влада міста знищила 114 тонн свинини через її начебто європейське походження ще до набуття чинності прийнятого закону[8]
- Рішення про знищення продуктів викликало обурення серед росіян, які почали збирати підписи про скасування рішення уряду, за першу добу дії закону добу було зібрано більше 300 тисяч підписів[13]. В петиції наголошується, що введені Росією «антисанкції» призвели до подорожчання сільгосппродукції аж до голодування окремих верств населення Росії.
- Пропозиції щодо передання продуктів нужденним категоріям населення були відкинуті владою, яка заявила, що санкційні продукти не мають сертифікатів якості і небезпечні для голодних сиріт та пенсіонерів.
- За даними Россільгоспнагляду, за рік дії указу в Росії знищено більше 7500 тонн забороненої до ввезення продукції. У той же час відзначається, що, за інформацією Росстату, кожен шостий росіянин (22,7 мільйона чоловік, 15,7% від загальної чисельності населення Росії) знаходиться зараз за межею бідності.[14]
- За різними даними кількість росіян, які не згодні з політикою знищення продуктів становила 80-90%. Зокрема, своєю думкою з цього приводу поділилися 12 131 інтернет-користувача з Росії на опитування, яке проводила редакція «Эхо Москвы». Результати опитування показали, що абсолютна більшість (87%) опитаних жителів РФ не підтримують рішення влади по знищенню продуктів. 46% опитаних росіян сказали, що відносяться до утилізації продуктів скоріше негативно і не розуміють навіщо знищувати продукти коли в країні стільки незаможних громадян, а також соціальних установ, в яких не забезпечуються норми харчування.[15]
- Нищення продуктів породило хвилю сатири в російськомовному секторі інтернету, російський поет Андрій Орлов «Орлуша» присвятив цій темі вірш «Смерть Пармезана»[16], а сцена актора Михайла Єфремова «Огірок-вбивця» набула нового звучання[17].
- У той час, коли показові нищення десятків тон продуктів, на які спеціально запрошувались кореспонденти місцевих ЗМІ не викликали значного суспільного схвалення, в мережі набув широкої популярності акт знищення тушок трьох гусей, породивши багато мемів. Для знищення трьох тушок було задіяно 10 чоловік та спеціально пригнаний бульдозер. Напередодні, співробітники Россільгоспнагляду в Татарстані знайшли три тушки заморожених гусей угорського виробництва в магазині Алсу, розташованому в селищі Апастово.[18][19]

## Реакція в Європі
В європейських ЗМІ багаття від спалюваних в Росії продуктів порівняли з багаттям інквізиції.

## Порятунок продуктів
Внаслідок того, що продуктові залишки, котрі вважалися ще придатними до вживання після знищення, активно збиралися населенням, керівництво відповідних підприємств почало вигадувати нові шляхи псування їжі, які б виключили її подальше використання, зокрема окрім давлення гусеничним екскаватором почали подекуди використовувати більш економічно дорожче захоронення продуктів в землю..